# Munidopsis
Munidopsis Whiteaves, 1874 es un género de crustáceos decápodos del infraorden de los anomuros que incluye a más de 200 especies.

## Especies[2]
- Munidopsis abbreviata A.Milne-Edwards, 1880
- Munidopsis abdominalis A.Milne-Edwards, 1880
- Munidopsis acuminata J.E.Benedict, 1902
- Munidopsis alaminos L.H.Pequegnat & W.E.Pequegnat, 1970
- Munidopsis albatrossae W.E.Pequegnat & L.H.Pequegnat, 1973
- Munidopsis alvisca A.B.Williams, 1988
- Munidopsis aries A. Milne-Edwards, 1880
- Munidopsis armata A. Milne-Edwards, 1880
- Munidopsis aspera Henderson, 1885
- Munidopsis bairdii S.I.Smith, 1884
- Munidopsis barbarae Boone, 1927
- Munidopsis beringana J.E.Benedict, 1902
- Munidopsis bermudezi Chace, 1939
- Munidopsis cascadia Ambler, 1980
- Munidopsis ciliata Wood-Mason, 1891
- Munidopsis crassa S.I.Smith, 1885
- Munidopsis cubensis Chace, 1942
- Munidopsis curvirostra Whiteaves, 1874
- Munidopsis depressa Faxon, 1893
- Munidopsis diomedeae Faxon, 1893
- Munidopsis erinacea A.Milne-Edwards, 1880
- Munidopsis erinaceus A.Milne-Edwards, 1880
- Munidopsis expansa J.E.Benedict, 1902
- Munidopsis gilli J. E. Benedict, 1902
- Munidopsis glabra L.H.Pequegnat & A.B.Williams, 1995
- Munidopsis granosicorium A. B. Williams & Baba, 1990
- Munidopsis gulfensis W. E. Pequegnat & L. H. Pequegnat, 1971
- Munidopsis hystrix Faxon, 1893
- Munidopsis kucki Baba & Camp, 1988
- Munidopsis latifrons A.Milne-Edwards, 1880
- Munidopsis latirostris Faxon, 1893
- Munidopsis lignaria A. B. Williams & Baba, 1990
- Munidopsis livida A.Milne-Edwards, 1886
- Munidopsis longimanus A.Milne-Edwards, 1880
- Munidopsis pallida Alcock, 1894
- Munidopsis palmata Khodkina, 1975
- Munidopsis penescabra L.H.Pequegnat & A.B.Williams, 1995
- Munidopsis platirostris A. Milne-Edwards & Bouvier, 1894
- Munidopsis polymorpha
- Munidopsis polita S.I. Smith, 1883
- Munidopsis quadrata Faxon, 1893
- Munidopsis robusta A.Milne-Edwards, 1880
- Munidopsis rostrata A.Milne-Edwards, 1880
- Munidopsis scabra Faxon, 1893
- Munidopsis serratifrons A.Milne-Edwards, 1880
- Munidopsis serricornis Loven, 1852
- Munidopsis sigsbei A.Milne-Edwards, 1880
- Munidopsis similis S. I. Smith, 1885
- Munidopsis simplex A.Milne-Edwards, 1880
- Munidopsis spinifera A.Milne-Edwards, 1880
- Munidopsis spinoculata A.Milne-Edwards, 1880
- Munidopsis spinosa A.Milne-Edwards, 1880
- Munidopsis squamosa
- Munidopsis transtridens W. E. Pequegnat & L. H. Pequegnat, 1971
- Munidopsis tuftsi Ambler, 1980
- Munidopsis tujisi Ambler, 1980
- Munidopsis verrilli J. E. Benedict, 1902
- Munidopsis verrucosa Khodkina, 1975
- Munidopsis yaguinensis Ambler, 1980
- Munidopsis yaquinensis Ambler, 1980